# آرثر إريكسون
آرثر إريكسون هو مهندس معماري كندي، ولد في 14 يونيو 1924 في فانكوفر في كندا، وتوفي بنفس المكان في 20 مايو 2009.

## وصلات خارجية
- الموقع الرسمي
- آرثر إريكسون على موقع IMDb (الإنجليزية)
- آرثر إريكسون على موقع الموسوعة البريطانية (الإنجليزية)
- آرثر إريكسون على موقع قاعدة بيانات الفيلم (الإنجليزية)